# Элис (песня)
«Э́лис» — песня российской рок-группы «Конец фильма» в жанрах поп-рок, фолк-рок и камеди-рок, выпущенная в 2001 году. Является кавером на песню британской рок-группы Smokie «Living Next Door to Alice» (с англ. — «Живя по соседству с Элис»), а точнее на её пародийный вариант «Who the F**k is Alice?», выпущенный в 1995 году. Хронологически — второй хит группы. Была написана совместно с Михаилом Башаковым. По признанию лидера группы Евгения Феклистова, самые известные строчки песни были записаны при создании рекламы сети магазинов. Долгое время группу ассоциировали именно с песней «Элис». Также был нарисован одноимённый клип на техно-версию песни. В песне рассказывается о компании друзей, которые решили сходить в гости к некой девочке по имени Элис.

## История

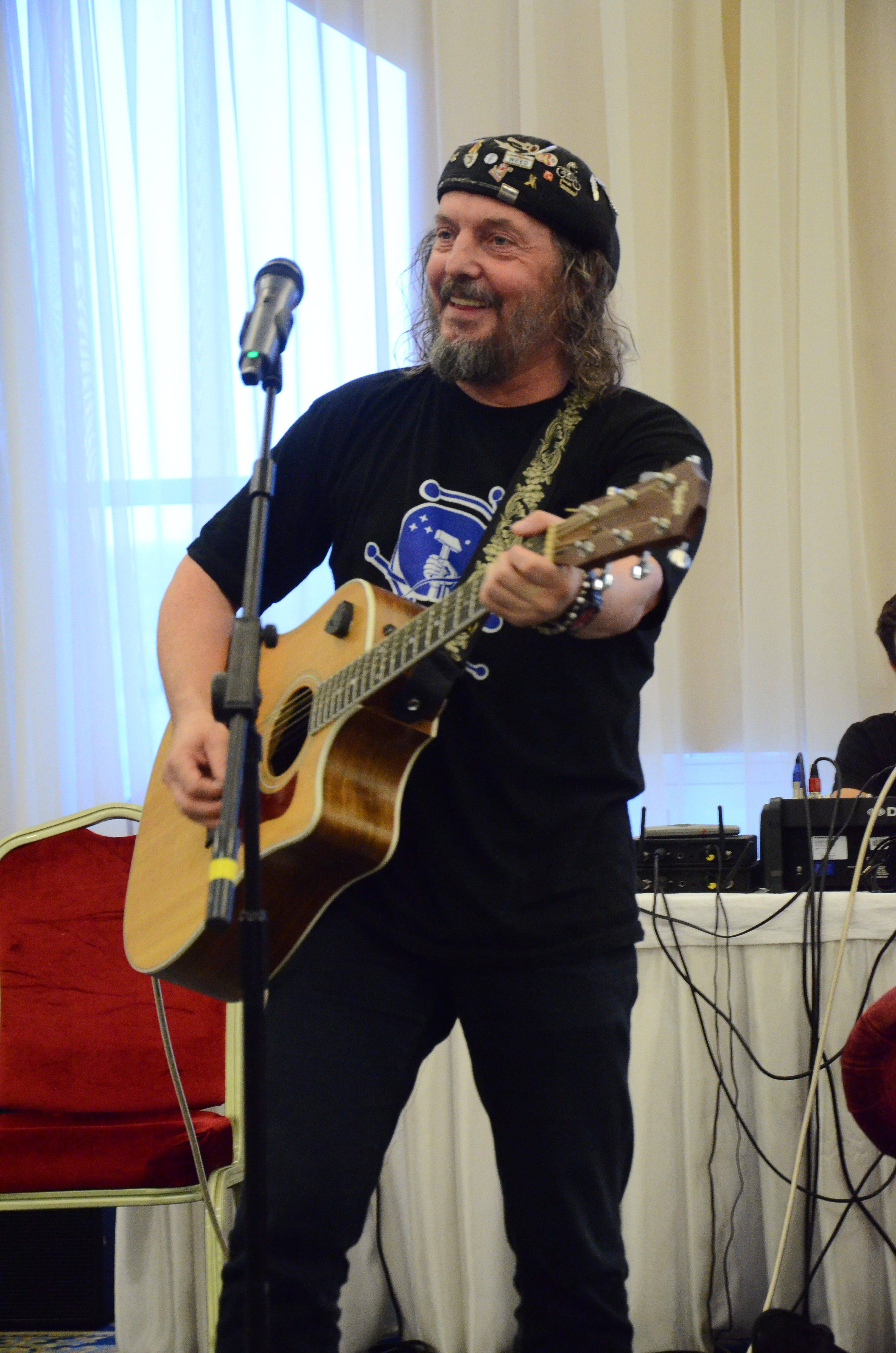
Михаил Башаков на Втором Международном фестивале фантастики «Звёзды над Донбассом», 2020 год

По рассказам лидера группы Евгения Феклистова, «Элис» появилась спустя несколько лет после знакомства с музыкантом Михаилом Башаковым на рок-фестивале. Он работал в рекламном отделе радио «Балтика», создавал ролики — в частности, для сети строительных магазинов «Элис»: для них он исполнил текст на мелодию песни Smokie «Living Next Door to Alice». Даже после выполнения заказа мелодия оставалась у Башакова в голове. Так появились самые известные строчки песни — «Что это за девочка, а где она живёт? / А вдруг она не курит, а вдруг она не пьёт?». Когда Евгений услышал мелодию с этими словами, то предложил Михаилу вместе с группой «Конец фильма» записать полноценную композицию. Однако, как говорил сам Башаков, когда Феклистов услышал песню, то посчитал её народной. Михаил в свою очередь возразил: «Какая народная? Вчера написал». Основным источником вдохновения Башакова стала не песня Smokie, а ещё одна её перепевка «Alice» от нидерландского коллектива Gompie, которые от себя добавили в композицию выкрики: «Who the fuck is Alice?!». Студийная запись «Элис», на которую ушло пятьдесят долларов, прошла в Санкт-Петербурге в 1999 году.

Как-то раз он стал её петь под гитару. Я, помню, даже стоял в дверях — собирался уходить, вдруг слышу, что он поёт, спросил, что это такое, есть ли ещё слова. Слов, как оказалось, не было, тогда мы быстро вдвоём их дописали, и мне показалось, что это очень интересно. И я затащил Мишу в студию записать эту песню.— Евгений Феклистов
Крики, визг и женские голоса для песни Феклистов и Башаков скрытно записывали во время разговоров в «достаточно весёлой компании».

Всё это происходило за кадром, мы потом просто сделали нарезку из реплик и подмешали их к песне. Нам хотелось какого-то ощущения праздника, чтобы было похоже на застольный хор.— Евгений Феклистов

## Популярность
Песня «Элис» попала в эфир многих радиостанций («Наше радио», «Балтика») в начале 2001 года (играла 23 февраля на «Чартовой дюжине») и возглавила всевозможные рейтинги и чарты. По словам Евгения Феклистова, слушатели «просили сыграть „Элис“ в начале, середине и конце концерта». В марте 2001 года «Элис» находилась в хит-параде «Чартова дюжина» радиостанции «Наше радио», где заняла 1 место. «Элис» была исполнена на фестивале «Нашествие-2001» 4 августа 2001 года. В том же году «Конец фильма» записали свой первый альбом «Саундтреки (До свидания, невинность!)», куда позднее решили вставить композицию как бонусный трек, хотя изначально не хотели этого делать. По словам Феклистова, персонажа Элис можно увидеть на обложке самого альбома. 31 декабря 2001 года группа выступила на фестивале «Голубой огонёк», открыв его мотивом из расширенной версии «Элис» перед новогодним поздравлением президента Российской Федерации Владимира Путина на телеканале РТР. По данным интернет-проекта Moskva.FM, композиция была в ротации нескольких российских радиостанций. За пять лет — с 2009 по 2014 год — её прослушали 130 тысяч раз. Также на платформе Flash был создан одноимённый клип на техно-версию песни.

## Анализ и критика
Алексей Мажаев из InterMedia считает, что в альбоме «Саундтреки (До свидания, невинность!)» песня «смотрится мило» и пластинку не портит, однако разочаровался в том, что «одним из событий русского рока 2001 года стала переделка хита почти 50-летней давности и что русские не показали того драйва и вдохновения, что был у Криса Нормана». Музыкальный критик Артемий Троицкий и журналист Юрий Сапрыкин публично упрекают авторов песни в типичных уловках в стиле КВН. Сапрыкин также считает, что дебютный альбом группы в основном покупали из-за нашумевшего кавера. Дмитрий Смыслов сравнивает «Элис» с песней студентов о Татьяне из книги «Студенты в Москве» религиозного писателя Петра Иванова по схожему стилю.
В некоторых статьях, связанных с композицией, её называют сатирой на русских поп- и рок-звёзд. По мнению некоторых источников, строчки «С нами Алла, с нами Филипп, его никто не звал, он как-то сам прилип» — отсылка на Аллу Пугачёву и Филиппа Киркорова, «С нами Юра, с нами Борис. Они, когда напьются, всегда поют на бис. А мы им аплодируем, но песни их давно приелись» — на Юрия Шевчука и Бориса Гребенщикова, «С нами Шурик, с нами Сергей, он отличный парень, несмотря на то, что гей» — на Шуру и Сергея Пенкина, а «Да и Боря с Колей тоже как-то странно оделись. А то, что будет дальше — это просто Труба…» — на Бориса Моисеева и Николая Трубача.
Также некоторые считают, что основной темой песни является ответ на часто задаваемый в России 1990-х годов вопрос: «Что будем делать и куда пойдём?». Как пишет «Российская газета», британским поклонникам Smokie не очень понравилось то, как русские сделали свою версию песни «Элис», добавив туда истории про геев и российских рокеров. Крис Норман, исполнитель версии Smokie, кавер не слышал, однако при посещении РФ в 2008 году ему было приятно узнать, что эта песня в России по-прежнему популярна.